# Stahlnetz: Der fünfte Mann
Der fünfte Mann ist der 21. Kriminalfilm der Fernsehreihe Stahlnetz. Die deutsche Erstausstrahlung erfolgte am 23. August 1966 im Ersten Programm der ARD.

## Handlung
14 Banken hat Dieter Hesse in Rheinland-Pfalz bereits überfallen und ausgeraubt. Dabei sucht er sich immer Filialen in kleinen Ortschaften, die nur mit einer bzw. einem Angestellten besetzt sind. Die Kriminalpolizei hat eine Sonderkommission unter der Leitung von Hauptkommissar Meyer eingerichtet. Sie hat richtigerweise die Vermutung, dass es sich aufgrund der identischen Vorgehensweisen immer um ein und denselben Täter handeln muss. Für einen größeren Coup sucht Hesse sich vier Komplizen, doch diesmal endet der Überfall mit Mord: Der Kassierer wird erschossen. Die Täter können bald gefasst werden, nur Hesse kann sich der Festnahme entziehen. Auf seiner Flucht benutzt er aufgebrochene PKW und gestohlene Ausweispapiere. Die vier anderen Männer, Hans-Günther Ulrich, Hermann Ramke, Karl Lambertz und Werner Kaufmann, sagen übereinstimmend aus, dass sie den fünften Mann erst kürzlich kennengelernt hätten, nur seinen Vornamen wüssten und dass er es gewesen sei, der den Bankangestellten getötet habe. Der SOKO wird allmählich klar, dass sie es bei dem Flüchtigen mit dem Mann zu tun haben, der auch die früheren Banken im Alleingang ausgeraubt hat. 
Hans-Günther Ulrich erinnert sich daran, dass Hesse ihm erzählt habe, er habe auf einer Fahrt nach Berlin, wo er seine Mutter besuchen wollte, den Zug in Helmstedt verlassen müssen, weil er nur eine Fahrkarte bis Hannover gehabt habe. Er habe seinen Personalausweis abgeben müssen, sei dann aber geflüchtet, wobei es zu einer Schießerei zwischen ihm und den Grenzbeamten gekommen sei. Meyer setzt sich mit der Grenzstelle in Helmstedt in Verbindung und somit kann endlich die Identität des fünften Mannes ermittelt werden.
Es wird nun bundesweit nach Hesse gefahndet. Zwar gehen zahlreiche Hinweise aus der Bevölkerung ein, doch etwas Erfolgversprechendes ist zunächst nicht dabei. Ein Polizeibeamter entdeckt ihn schließlich in einer Höhle im Siebengebirge, doch Hesse gelingt es, die Dienstwaffe des Polizisten in seinen Besitz zu bringen. Auf der Flucht erschießt Hesse den Polizeihund, der ihn verfolgt. Kurze Zeit später meldet in einer ländlichen Gegend im Bayerischen Wald ein Bauer den Diebstahl seines Autos, zwei Polizisten nehmen die Verfolgung auf Skiern auf. Der Dieb ist niemand anderes als Dieter Hesse, der allerdings mit dem Wagen in einer Schneewehe steckenbleibt und zu Fuß weiter in Richtung tschechischer Grenze flüchtet. Die Beamten nehmen seine Spur auf, nicht ahnend, wen sie verfolgen. Schließlich können sie den von den Strapazen der Flucht erschöpften Hesse stellen, der sich widerstandslos festnehmen lässt. Seine letzten Worte sind: „Schluss. Ich bin Dieter Hesse.“

## Sonstiges
Die Episode beruht auf dem Fall des Dieter Freese. Die Taten wurden in den Jahren 1961 und 1962 begangen. Der Raubmord geschah am 14. Februar 1962 in Winningen. Zu Beginn der Folge werden Originalfotos aus dem Prozess gezeigt. Nicht nur dieser Raubmord, sondern auch andere, vorausgegangene Überfälle Freeses wurden in Winningen verfilmt. Anders als in der IMDb angegeben ist vom heutigen Koblenzer Stadtteil Güls nur dessen Eisenbahnbrücke zu sehen.
Off-Sprecher ist Hellmut Lange als Hauptkommissar Meyer. Der Folgentitel wird in Vor- und Abspann genannt. Thomas Alder wird im Abspann mit seinem bürgerlichen Namen Toni Strassmair geführt. Hier wird auch nur Thomas Keck als Drehbuchautor gelistet. Die Krimihomepage merkt an, dass „laut anderen Quellen“ auch Wolfgang Menge und Jürgen Roland am Drehbuch beteiligt gewesen sein sollen. Die Quellen werden zwar nicht genannt, doch IMDb führt Menge und Roland mit dem Hinweis „nicht genannt“ auf.
Ein Kuriosum ist der Teil der Handlung, in dem die bundesweite Fahndung nach Hesse gezeigt wird. Wer alle vorherigen Stahlnetz-Folgen gesehen hat, kann hier Ausschnitte aus drei früheren Episoden erkennen: Zwei Szenen sind der Folge Aktenzeichen: Welcker u. a. wegen Mordes entnommen, eine davon wurde mit neuem Text unterlegt. Zwei weitere Einstellungen zeigen kurze Ausschnitte aus der Folge In der Nacht zum Dienstag .... Schließlich sieht man Herbert Tiede als Kommissar Iversen in Das Alibi bei der Recherche in einer Imbissbude. Dazu heißt es im Off wörtlich: „Wir setzen unsere V-Männer ein. Personen, die ihren eigenen Draht zur Unterwelt haben und uns mithören lassen.“ Außerdem sind Originalaufnahmen von der Sturmflut von 1962 in Hamburg zu sehen.
Etwa die letzten 30 Minuten des Films zeigen nur noch die Flucht Hesses durch das hochverschneite Grenzgebiet des Bayerischen Waldes zur damaligen Tschechoslowakei und die Verfolgung durch zwei uniformierte Polizeibeamte. Die ermittelnden Kommissare treten nicht mehr in Erscheinung. 
Die Folge ist in einer 2013 erschienenen DVD-Box mit sämtlichen Stahlnetz-Folgen enthalten.

## Einzelnachweis
1. ↑  Der fünfte Mann auf der Krimihomepage, abgerufen am 8. Oktober 2022